# Kultura Monagrillo
Kultura Monagrillo – prekolumbijska kultura archeologiczna z terenu Panamy, datowana na 2500–1000 p.n.e., której ceramika jest uważana za jedną z najstarszych na kontynencie amerykańskim.
Ceramika tej kultury została odkryta w l. 30. i 40. XX wieku na trzech stanowiskach archeologicznych u ujścia rzeki Parita (w tym na stanowisku Monagrillo, od którego kultura ta zyskała nazwę) i jednym u ujścia rzeki Santa María, w późniejszym okresie również na sześciu innych stanowiskach, w tym w górach prowincji Veraguas i w górnym biegu rzeki Coclé. 
Naczynia ceramiczne były wykonywane z gliny i wypalane w niskich temperaturach. Pełniły funkcje typowo użytkowe w gospodarstwach domowych. Miały formę prostych mis i pucharów bez podstawek, uchwytów i szyjek. Dekoracje były nieliczne i ograniczały się do linii i wolut, które ryto w wilgotnej jeszcze glinie, oraz obrzeży mis malowanych w kolorze czerwonym.
Nie istniał w tym społeczeństwie scentralizowany system władzy. Przedstawiciele kultury Monagrillo byli najprawdopodobniej rolnikami, uprawiającymi przede wszystkim kukurydzę, trudnili się także myślistwem. Ważną dziedziną gospodarki, szczególnie dla wspólnot nadmorskich żyjących nad Zatoką Parita będącej częścią Zatoki Panamskiej, było łowienie i zbieranie muszli i ich przetwarzanie.